# Biblioteca di Leonardo
L'intera biblioteca di Leonardo fu parte dell'eredità lasciata nel 1519 dal maestro del Rinascimento nel 1519 all'allievo Francesco Melzi, assieme ai numerosi codici, quaderni e fogli autografi.

## Caratteristiche
Secondo le stime, questa doveva comprendere oltre centocinquanta volumi, un numero ragguardevole se consideriamo che raramente, nel corso del Quattrocento, un privato "non litterato" arrivava a possedere più di trenta volumi.
L'amorevole e diligente cura che il Melzi mostrò nella conservazione delle carte di Leonardo è cosa nota sin dall'epoca dei suoi contemporanei: le testimonianze di autorevoli fonti biografiche, come quelle dell'Anonimo Gaddiano (1537-1542), di Giorgio Vasari (1568) e di Giovanni Paolo Lomazzo (1590), non lasciano dubbi in proposito. Purtroppo lo stesso non avvenne per i libri posseduti dal maestro, verosimilmente non tenuti in gran conto dall'allievo. È assai probabile, infatti, che nella dimora di Vaprio d'Adda, dove Melzi si trasferì nell'agosto del 1519 dopo aver lasciato Amboise, la biblioteca di Leonardo avesse già perso la propria unità originaria.
Nonostante la dispersione e il conseguente oblio che caratterizzò i libri posseduti da Leonardo, perlopiù incunaboli, è tuttavia possibile tracciare la fisionomia della biblioteca vinciana sulla base degli indizi che l'autore stesso lasciò nei propri manoscritti, contenitori eterogenei e straordinari strumenti di registrazione. I copiosi riferimenti riscontrabili negli appunti del maestro testimoniano, infatti, un dialogo fitto e costante coi libri e, più in generale, con la cultura antica, medievale e coeva. Tale dialogo, oramai universalmente riconosciuto dalla critica, ribalta completamente il mito otto e novecentesco di un Leonardo genio illetterato, in grado di prescindere da qualsivoglia confronto ed autorità intellettuale in virtù della propria originalità di pensiero.
Durante l'apprendistato a Firenze presso la bottega di Andrea del Verrocchio, Leonardo viene iniziato alla conoscenza pratica dell'arte, in un contesto in cui la trasmissione della cultura è prevalentemente orale. In questo periodo le opere di Dante e i volgarizzamenti dei classici, in particolare Ovidio e Plinio, rappresentano le sue principali autorità letterarie, oltre che eccezionali fonti enciclopediche. Solamente verso la fine degli anni '80 del Quattrocento, in seguito al trasferimento a Milano sotto la protezione di Ludovico il Moro, Leonardo prende una decisione che condizionerà inevitabilmente la sua attività di lettore, oltre che la propria produzione artistica. Egli decide infatti di diventare uno scrittore, o meglio, un altore (autore), ispirandosi a modello di Leon Battista Alberti, straordinario intellettuale capace di condensare lo scienziato e l'umanista con l'artista e l'ingegnere.  Per compiere questo salto Leonardo sente il bisogno, a quasi quarant'anni, di recuperare due saperi fondamentali: la matematica e il latino, entrambi necessari per poter approfondire ogni altra scienza. Il primo grazie all'aiuto del sodale Luca Pacioli, conosciuto a Milano e autore di un'importante enciclopedia, la Summa de arithmetica, geometria, proportioni et proportionalità; il secondo su manuali e grammatiche ampiamente diffusi all'epoca, come i  Rudimenta grammatices di Niccolò Perotti o l'Ars minor di Elio Donato.

A partire da questo momento il numero dei volumi da lui posseduti e consultati comincia a crescere rapidamente. Tuttavia, ciò che maggiormente colpisce non è tanto la quantità quanto l'eterogeneità dei libri che componevano la sua biblioteca. La loro varietà rispecchia infatti i molteplici interessi di Leonardo: dalla poesia alle scienze naturali, dalla letteratura burlesca e favolistica a quella religiosa, da opere politiche a trattati di ottica, anatomia, architettura. Una biblioteca unica, al confine di diversi saperi, affatto diversa da quella di uno specialista. Leonardo si pone di fronte ai testi altrui come un lettore attivo e intelligente. Saranno pochi i generi nei quali egli sceglie di non cimentarsi a sua volta. L'uso delle fonti appare poi funzionale e non pedissequo; ogni affermazione o speculazione viene messa costantemente a confronto con l'esperienza diretta, probabilmente l'unico vero principio di autorità che Leonardo riconosce:
So bene che, per non essere io litterato, che alcuno presuntuoso gli parrà ragionevolmente potermi biasimare coll'allegare io essere omo senza lettere. Gente stolta! Non sanno questi tali ch'io potrei, sì come Mario rispose a' patrizi romani, io sì rispondere, dicendo: quelli che dell'altrui fatiche se medesimi fanno ornati, le mie a me medesimo non vogliano concedere. Diranno che, per non avere io lettere, non potere ben dire quello di cui voglio trattare. Or non sanno questi che le mie cose son più da esser tratte dalla sperienzia, che d'altrui parola, la quale fu maestra di chi ben scrisse, e così per maestra la piglio, e quella in tutti i casi allegherò. 
In diverse occasioni, inoltre, soprattutto a causa dei suoi numerosi spostamenti, Leonardo stilò veri e propri inventari dei volumi da lui posseduti (oppure solamente desiderati, spesso con la menzione del possessore al quale rivolgersi). I principali elenchi di libri da lui redatti sono oggi conservati in tre manoscritti: il primo, assai breve, risalente alla fine degli anni ottanta del '400, è contenuto nel Codice Trivulziano (carta 2 recto); il secondo, del 1495, è contenuto all'interno del Codice Atlantico (carta 559 recto); il terzo, della fine del 1503, lo si trova all'interno del Codice di Madrid (carte 2 verso e 3 recto).

## I libri di Leonardo
Grazie alla datazione dei taccuini, ai preziosi inventari e alle numerose indicazioni interne ai codici vinciani è stato possibile stilare una lista di opere possedute da Leonardo, o con le quali egli entrò in contatto in momenti diversi della sua vita. I riferimenti si estendono per un arco temporale di circa quarant'anni, tra il 1478 e il 1517. In un’epoca dove testi a stampa e manoscritti rappresentano due formati che convivono e che si contaminano vicendevolmente, i primi sono significativamente più numerosi rispetto ai secondi.
Fino agli inizi degli anni ’80 del ‘400 la letteratura sembra essere preminente nelle letture del giovane Leonardo: la Commedia di Dante, i Trionfi e il Canzoniere di Petrarca, le Epistole di Lorenzo de’ Medici, il Morgante di Luigi Pulci, le Metamorfosi di Ovidio (nel volgarizzamento trecentesco di Arrigo de’ Simintendi da Prato) vengono tutte lette prima del trasferimento a Milano del 1482. A queste si affiancano la Historia Naturalis di Plinio, zibaldoni di ingegneri (Mariano di Jacopo detto il Taccola) e, a partire dalla metà degli anni ‘80, il De re militari di Roberto Valturio, nell’edizione tradotta da Paolo Ramusio. Quest’ultimo è certamente uno dei testi più rappresentativi nella formazione di Leonardo, sia per la dimensione erudita dell’opera sia per il suo aspetto figurativo: si tratta infatti di uno dei più celebri libri illustrati del Quattrocento che fungerà da modello per Leonardo, soprattutto per i suoi studi anatomici.
Durante gli anni milanesi (1482-1500), particolarmente fecondi, Leonardo amplierà notevolmente i propri interessi. Non mancano certo testi letterari come le Facezie di Poggio Bracciolini, l’anonimo Novellino, le favole di Esopo, il Decamerone di Boccaccio, il Convivio di Dante, i Carmina di Orazio, i sonetti di Burchiello, ora affiancati da grammatiche latine, fondamentali per acquisire nuove conoscenze, e da bestiari. A questi si aggiungono le erudite opere di Leon Battisti Alberti e di Luca Pacioli, oltre a testi di religione (Salmi, Bibbia), architettura (Vitruvio), ottica (Witelo, John Peckham, Alhazen, Biagio Pelacani), anatomia e medicina (Galeno, Mondino de' Liuzzi, Alberto Magno), fisica (Euclide, Aristotele, Alberto di Sassonia), astronomia (la Cosmographia di Tolomeo), storia (Tito Livio e Giustino) filosofia (Marsilio Ficino, Diogene Laerzio), meccanica (Lorenzo della Volpaia).
Leonardo è oramai diventato un lettore onnivoro, capace di muoversi da un sapere all'altro ma allo stesso tempo di individuare una metodologia specifica per ogni singola scienza. Tra il 1500 e il 1519 la sua vita è caratterizzata da soggiorni di diversa durata, in particolare a Roma, Firenze, Milano e infine Amboise. In questo periodo le sue letture, in virtù dei suoi interessi, crescono esponenzialmente. Opere letterarie come le Stanze e la Fabula di Orfeo di Poliziano vengono utilizzate per la messa in scena di spettacoli teatrali. Leonardo intensifica gli studi sull’anatomia (Egidio Romano, Gabriele Zerbi), in vista di un trattato che però non vedrà mai la luce; recupera testi di autori arabi per lo studio dell’ottica (Alkindi, Avicenna); perfeziona le sue conoscenze nel campo dell’architettura e della meccanica (Archimede, Francesco di Giorgio Martini) ma soprattutto in quello delle scienze astronomiche, ormai definitivamente separate dall'astrologia, grazie a testi di autori classici e medievali (Giovanni Sacrobosco, Thabit ibn Qurra, Ristoro d’Arezzo, Strabone).
Nel quadro del progetto di ricerca FISR “Scienza, storia, società in Italia. Da Leonardo a Galileo alle ‘case’ dell’innovazione” — promosso e sostenuto dal Ministero dell’Istruzione, dell’Università e della Ricerca — il Museo Galileo e la Biblioteca Nazionale Centrale di Firenze, mettendo a frutto le ricerche più recenti, hanno ricostruito in forma virtuale la biblioteca di Leonardo. Questa, oltre a permettere la consultazione in versione digitale di edizioni di volumi letti da Leonardo, offre anche un copioso numero di schede di approfondimento sugli autori e sulle opere con le quali egli entrò in contatto, mettendo inoltre in luce in maniera assai intuitiva, grazie all'utilizzo di un data base a grafi, le relazioni fra tali opere e i codici vinciani. Grazie a questa iniziativa, nel giugno 2019, è stata poi allestita all'interno del Museo Galileo, in collaborazione con la Biblioteca Nazionale di Firenze, una mostra intitolata Leonardo e i suoi libri: la biblioteca del Genio Universale.